# Jeremy Peter Allen
Pour les articles homonymes, voir Allen.
Né à Toronto (Ontario) le 15 août 1968, Jeremy Peter Allen est un réalisateur et scénariste canadien.

## Biographie
Il grandit à Québec (Québec) et étudie le cinéma à l'Université Concordia à Montréal (Québec), puis revient à Québec où il travaille pendant plusieurs années pour la coopérative de cinéma Spirafilm.
Il réalise plusieurs courts métrages dont L'est (2009), une adaptation de la nouvelle East de l'écrivaine canadienne Nancy Lee, et Requiem contre un plafond (2001), une adaptation de la nouvelle du même nom de l'écrivain français Tonino Benacquista, dont Yves Jacques tenait le rôle principal.
En 2009, le cinéaste Robert Lepage a demandé à Allen de réaliser un court documentaire biographique produit par l'Office national du film à l'occasion du Prix du Gouverneur général que recevait Lepage.
Son premier long métrage, Manners of Dying (2004), est une adaptation d'une nouvelle de l'écrivain canadien Yann Martel. Les vedettes en sont Roy Dupuis et Serge Houde.
En 2009, Allen réalise la série policière en dix épisodes Chabotte et fille pour Télé-Québec.
Il est également connu pour son travail d'assistant-réalisateur. Il est notamment premier assistant à la réalisation du film La Face cachée de la lune, réalisé par Robert Lepage en 2003 et premier assistant réalisateur du film It Must Be Heaven, d'Elia Suleiman.
Il est actuellement enseignant universitaire à l'Université Laval.